# A Família (romance)
A família (título original, The Family), também conhecido como Os Bórgias é um romance escrito por Mario Puzo e publicado originalmente em 2001.
É o último romance escrito pelo autor, em colaboração com sua assistente pessoal e companheira, Carol Gino, e o historiador Bertram Fields.
Trata-se de um romance de gênero histórico que narra a vida do Cardeal Rodrigo Borgia (posteriormente Papa Alexandre VI) e a família Borgia durante o Renascimento. Puzo escreve sobre pecados, paixões e ambições do Papa Alexandre VI e seus filhos César Bórgia, Lucrécia Bórgia, Jofré Bórgia e Juan Bórgia.
Mario Puzo trabalhou durante 20 anos neste livro, enquanto escrevia outros. O romance foi acabado por sua namorada, Carol Gino. O livro tem alguns dados verídicos, mas cria histórias fictícias sobre o papa e sua família.

## Resumo
O livro tem um núcleo factual, com eventos ficcionais usados para criar aspectos desconhecidos do Papa Alexandre VI, conhecido também como Cardeal Rodrigo Borgia, e a vida de sua família. Muitos dos personagens foram pessoas reais, incluindo, Niccolò Machiavelli, Duarte Brandão e membros da família Borgia.